# Borstenbrachvogel
Der Borstenbrachvogel (Numenius tahitiensis) ist ein monotypischer Vogel aus der Gattung der Brachvögel und zählt zu den drei endemischen Vogelarten Alaskas. Die Population wird auf etwa 7000 Tiere geschätzt.

## Beschreibung
Dieser Vogel hat eine Kopf-Rumpf-Länge von 40 bis 44 Zentimeter. Etwa sieben bis neun Zentimeter entfallen dabei auf den Schnabel. Die  Flügelspannweite beträgt 80 bis 90 Zentimeter. Das Gewicht variiert zwischen 350 und 550 Gramm.
Genau wie bei anderen Brachvögeln sind die Weibchen etwas größer und haben einen längeren Schnabel. Der typisch nach unten gebogene Schnabel hat im Sommer eine rosafarbene Basis und eine dunkle Spitze. Im Winter ist der ganze Schnabel dunkel. Bei allen Gefiedersorten hat das Tier graue Beine, eine helle beige Unterseite und einen hellen Schwanz mit dunklen Querstreifen. Die oberen Gefiederabschnitte sind dunkelbraun mit grauen Schattierungen und sandfarbenen Punkten. Ein dunkler Augenstrich setzt sich deutlich von seiner hellen Umgebung ab. Die Unterseite der Flügel ist mehr rotbraun und die Oberseite graublau.

## Verbreitung und Zugverhalten
Der Borstenbrachvogel brütet in der Tundra Alaskas nahe der Mündung des Flusses Yukon River und auf der Seward-Halbinsel. Er ist ein Zugvogel, der im Herbst über Japan zu den tropischen Inseln Ozeaniens wie zum Beispiel Hawaii, Tonga, Fidschi oder Französisch-Polynesien fliegt. Dabei fliegt er mindestens 4000 km nonstop und manchmal bis zu 6000 km.

## Verhalten
Der Borstenbrachvogel hat ein für Brachvögel sehr ungewöhnliches Nahrungsspektrum. Sie fressen wie alle Brachvögel Insekten, Spinnen, aber auch Früchte und selbst Blüten. Sie fressen daneben aber auch Eidechsen, kleine Säuger und selbst Aas und nehmen außerdem auch die Eier von Seevögeln, die sie gelegentlich sogar unter brütenden Vögeln wegpicken. Gewöhnlich brechen Borstenbrachvögel die Schale auf, indem sie die Eier auf den Boden fallen lassen. Borstenbrachvögel wurden aber auch schon dabei beobachtet, dass sie Steine auf die Eier fallen ließen.
Die Nester, in welche die grünlichen Eier mit braunen Punkten gelegt werden, liegen in Bodenvertiefungen und sind mit Moos ausgepolstert. Wenn die Küken etwa fünf Wochen alt sind, ziehen die Erwachsenen nach Süden und lassen die Jungtiere zurück, bis diese genug Nahrung aufgenommen haben, um selbst in die Winterquartiere zu ziehen. Die Jungtiere bleiben dann bis zu drei Jahre in den Winterquartieren, bevor sie wieder nach Alaska kommen. Untersuchungen haben gezeigt, dass bis zu 50 Prozent der Borstenbrachvögel ihre Flugfähigkeit bei der Mauser auf Hawaii verlieren, was sie von allen anderen Regenpfeiferartigen unterscheidet.

## Geschichte
Der erste Borstenbrachvogel wurde 1769 unter James Cooks erster Reise auf Tahiti gefangen. Auf dieser Tatsache beruht auch der wissenschaftliche Name des Tieres. Über die Brutgebiete war man sich dann über 150 Jahre im Unklaren, bis man am 12. Juni 1948 ein Nest des Vogels in den Bergen, die den Unterlauf des Yukon umgeben, fand.